# 이베리아 왕국
이베리아 왕국(조지아어: ქართველთა სამეფო, 로마자: kartvelta samepo)은 서기 888년경에 등장한 바그라티온 왕조의 중세 조지아계 군주국으로, 역사적인 이베리아 공국의 영토와 상부 이베리아를 계승했다. 이 왕국은 오늘날 조지아-튀르키예 국경지대 및 캅카스 남서부 일대에 걸쳐 있었다.
역사적으로 이 지역은 지형적 특징에 따라 아르시아니산맥 서부는 타오-클라르제티, 니갈리, 샤브셰티, 동부는 메스헤티, 에루셰티, 자바헤티, 아르타아니, 아보시, 콜라, 바시아니 등으로 구분되었다. 북동부에는 코루강과 쿠라강이 흐르고 있었다.
이베리아 왕국은 1008년 당시 조지아 지역에 있던 모든 국가들을 하나로 통합하여 조지아 왕국이 세워지는 데 중요한 역할을 했다.

## 역사

### 건국
813년, 바그라티온 왕조 시조 아다르나세 1세의 아들이었던 아쇼트 1세가 클라르제티 지역에 자리를 잡았고 그곳에서 공국을 건국했다. 이후 그는 5세기에 바크탕 1세가 건설했다고 알려진 아르타누지 성을 복구했으며, 비잔티움 제국으로부터 이베리아의 통치자이자 쿠로팔라테스로 인정받으면서 점차 주변 지역을 정복해나갔다.
아쇼트 1세는 아랍인의 거듭된 침략과 전염병으로 황폐해진 조지아 지역을 재건하기 위해 다방면으로 노력했다. 그는 이 땅들에 칸츠타의 그레고리(759~861)가 세운 지역 수도원 공동체를 후원하고, 그 지역에 조지아인들의 정착을 장려했다. 그 결과 이베리아의 정치적·종교적 중심지는 이전의 중부 이베리아에서 남서쪽의 타오-클라르제티로 사실상 이전되었는데, 이 지역은 오랫동안 문화적인 안전지대이자 조지아의 가장 중요한 종교 중심지 중 하나가 되었다. 동·서양의 대제국들 사이에 존재하는 지리적인 위치, 그리고 실크로드의 한 갈래가 이들의 영토를 관통한다는 것은, 다른 한편으로는 이들이 끊임없이 외부로부터의 영향을 받는다는 것을 의미하기도 했다.
캅카스 지역의 아랍 토후국들이 점점 더 독립적으로 성장하자, 아바스 칼리파는 아쇼트 1세를 이베리아의 왕으로 인정하고 트빌리시 토후국의 아미르 아스마일 이븐 슈아이브에 맞서도록 했다. 그러자 트빌리시 토후국은 카헤티의 그리골 왕과 조지아 고원 지대의 차나르족의 지원을 받아 그에게 대항했다. 810년대 후반, 아쇼트 1세는 압하지야 왕국의 테오도시우스 2세와 동맹을 맺고 크사니 강에서 승리를 거두었다. 이후 아쇼트 1세는 중부 이베리아에서 카헤티 세력을 밀어내고 영향력을 확대했다. 그러나 아르메니아의 아바스 총독 칼리드 이븐 야지드 알 샤이바니가 827 ~ 828년경 동부 이베리아로 쳐들어오자, 아쇼트 1세는 타오-클라르제티 지역으로 후퇴하였다.

### 분열
아쇼트 대왕이 죽자, 그의 영토는 세 아들들에게로 분할 상속되었다.
- 장남 아다르나제 2세(826-869)는 대공(에리스타브-에리스타비)로서 수도인 아르타누지와 사브셰티, 서부 클라르제티의 중심지를 지배했다.
- 차남 바그라트 1세(826-876)는 콜라와 타오 지역 대부분을 지배했는데, 이 지역은 아쇼트 1세 영역에서 전략적인 핵심이었다.
- 막내 과람(826-882)는 삼츠헤와 자바헤티, 카르틀리 서부 등을 지배했으며, '통치자'라는 칭호를 가지고 있었다.

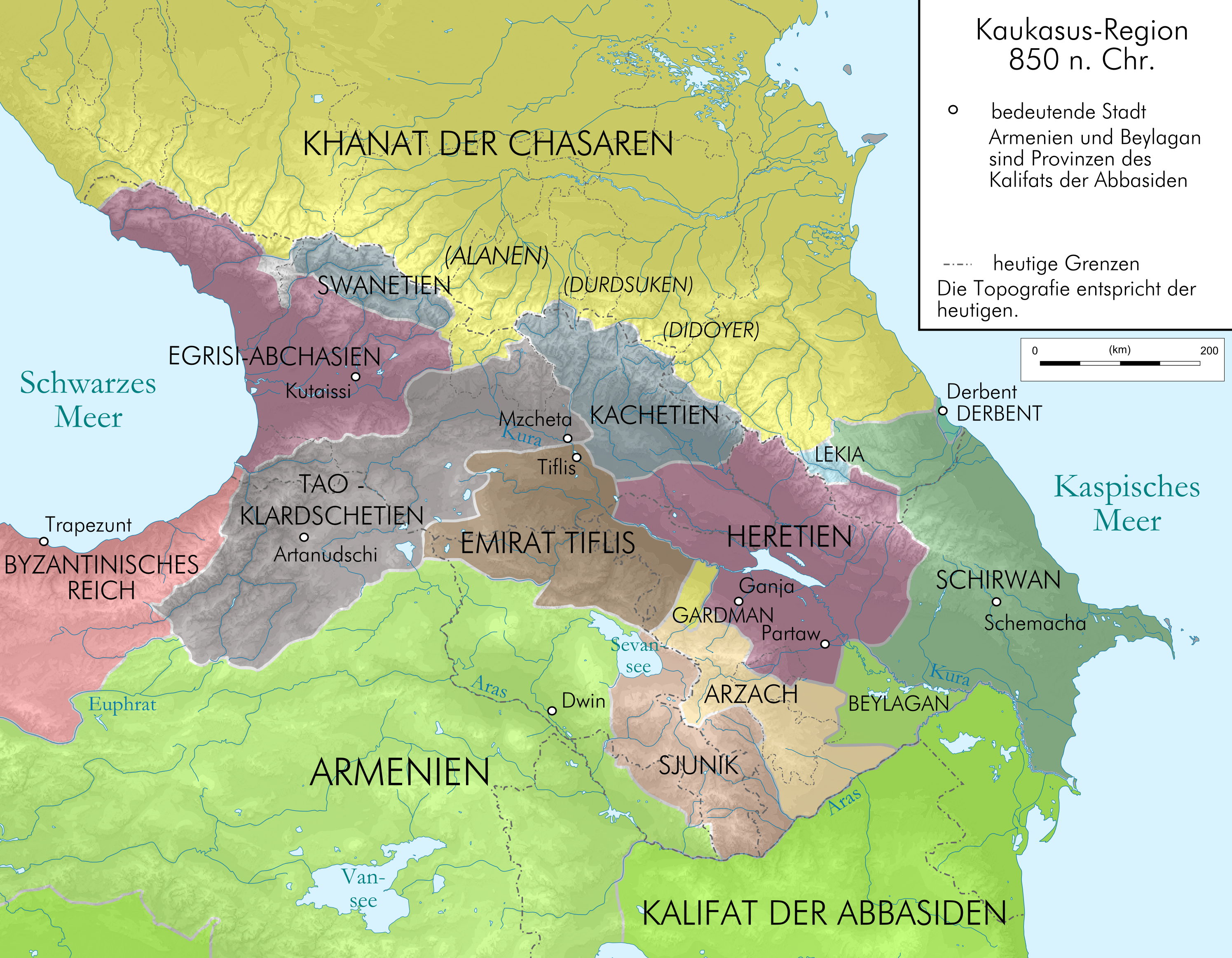
850년경의 캅카스 형세. 독일어로 표기되어 있음.
하자르
압하지야 (서부), 헤레티 (동부)
스바네티 (북서부), 카헤티 (북중부)
타오-클라르제티
비잔티움 제국
트빌리시 토후국
가르드만
아르차크
슈니크
아르메니아 (아바스 칼리파국의 지방)
빌라간 (아바스 칼리파국의 지방)
아바스 칼리파국
시르반
점선은 현대 국경을 나타낸다.

아쇼트가 죽고 난 뒤, 아랍인들은 카르틀리 지역을 점령하고 남은 영토에 공물을 바치도록 요구했다. 바그라트 1세는 트빌리시 토후국과 카헤티 공국에 맞서 아바스 칼리파국와 동맹을 맺었고, 853년 아바스 장군 부그하 알 카비르와 함께 공격에 나서 카르틀리를 수복할 수 있었다. 그러나 압하지야인들이 곧 쳐들어와서 그를 축출했다. 876년에 바그라트 1세가 사망하자, 공작위는 그의 아들 다비트 1세에게 계승되었다.
869년에 아다르나세 2세가 죽자, 그의 아들들인 구르겐 1세와 슴바트 1세가 각각 타오, 클라르제티를 물려받았다.
막내아들 과람은 가장 적극적인 확장 정책을 펼친 인물이었다. 880년에 그는 전통적인 적수였던 트빌리시 토후국의 가불로트를 사로잡고, 그를 사슬로 묶어 콘스탄티노플로 보내기도 했다. 876년 이전에 과람은 그의 영토 중 일부를 형제들에게 넘겨주었으며, 882년에 사망한 후 오피자 수녀원에 묻혔다. 사후 그의 아들 나스라가 공작위를 계승하였다.

### 내부 분쟁
876년, 리파리트가의 리파리트는 트리알레티 산맥에 클데카리 요새를 건설하고, 그 일대를 중심으로 공국을 건국한 다음 다비트 1세에게 복속했다. 이것은 나스라에게 본질적으로 아무런 유산을 남겨놓지 않았으며, 아마도 881년 그가 음모를 꾸며 다비트 1세를 살해하도록 유도했을 것이다. 살해 후, 나스라는 비잔티움 영토로 도망쳤고, 그곳에서 자신의 형부인 클라르제티의 바그라트 1세와 만났다. 이 둘은 곧 비잔티움 제국의 군사 지원을 얻어 조지아 지역을 침공했다. 그러자 아르메니아의 아쇼트 1세는 캅카스에서의 비잔티움 제국의 영향력을 상쇄하기 위해 다비트 1세의 아들 아다르나세를 지원하면서 개입했다. 따라서 사촌들 간의 불화는 마침내 지역적인 분쟁으로 발전했다. 나스라는 오드즈르케, 후아리스티케, 롬시안타 등의 요새들을 함락시키는 데 성공했지만, 아스핀차에서 패배하고 처형당했다.
아다르나세가 아직 성인이 되지 않았기 때문에, 비잔티움 제국은 아다르나세가 아닌 그의 사촌 타오의 구르겐 1세를 쿠로팔라테스로 임명했다. 아르메니아인들과 동맹을 맺은 아다르나세는 하부 타오에 거점을 두고, 남쪽으로의 확장 정책을 시작하여 차브체티 시를 요새화한 뒤 에르주룸까지 확장했다. 그 후 카르틀리, 클라제티 및 타오의 일부의 영역과 더불어 동부 및 남부 조지아 일대에 대한 종주권을 주장했다.
888년, 아르메니아 왕국은 아다르나세에게 이베리아의 왕이라는 칭호를 내렸다. 그러자 아다르나세와 구르겐 1세의 사이는 급속도로 악화되었다. 891년 양측은 아르타아니 근처의 음글리나비에서 맞붙었고, 그 결과 구르겐 1세가 전투에서 패배하여 치명상을 입은 채 포로로 잡히게 되었다. 얼마 후인 891년 구르겐 1세가 사망하자 , 비잔티움 제국은 현실을 인정하며 그를 쿠로팔라테스로 인정했다.

### 왕국의 부활

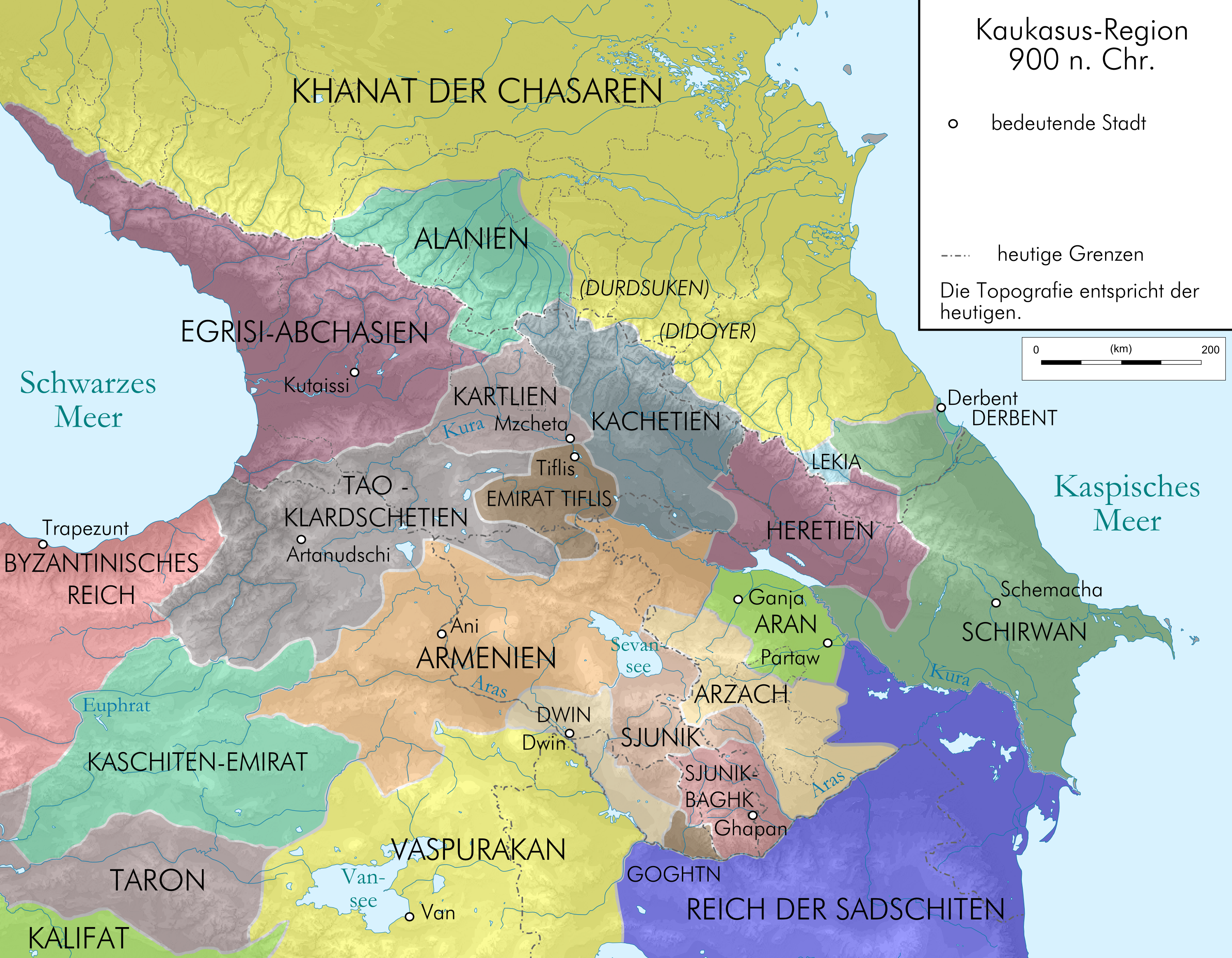
900년 무렵 이베리아 왕국의 경계

이후에도 아다르나세는 아쇼트 1세와 그의 아들 슴바트 1세와도 우호적인 관계를 이어갔다. 890년, 아바스 총독 아흐메드 이븐 이사트가 쳐들어오자 아다르나세와 슴바트 1세는 함께 대항하기도 했으며, 904년에는 자신들과 패권을 놓고 경쟁한 압하지야의 왕 콘스탄틴 3세을 물리치기 위해 서로 협력했다. 아다르나세는 협상하는 척했다가 그가 방심한 틈을 타서 사로잡고는 슴바트에게 인질로 보냈다.
그러나 그의 권세가 지나치게 커지는 걸 경계한 슴바트 1세는 4개월 만에 콘스탄틴 3세를 풀어준 뒤, 아르메니아가 쿠타이시를 다스리는 걸 용인반는 대가로 압하지야 왕국이 카르틀리를 지배하는 걸 인정하기로 했다. 그는 이에 분노하여 슴바트 1세를 배신자라고 비난하며 대립하기 시작했다. 그러나 이어진 분열과 적대 관계는 두 군주 모두에게 재앙이었다. 904년, 콘스탄틴 3세가 재차 침입하여 아다르나세의 영지를 약탈했고, 914년에는 아제르바이잔의 사지드 왕조 통치자 유수프가 쳐들어와 슴바트를 살해했다. 이러한 사건들의 여파로 아다르나세는 타오 지역으로 후퇴할 수 밖에 없었다. 이것은 약 60년에 달하는 압하지야 지배기의 시작이었다.
아다르나세가 죽자, 그의 영지는 아들들에게 나누어졌다.
- 내부 이베리아의 핵심 지역들이 압하지야의 지배 하에 있었기 때문에, 장남 다비트 2세(923–937)은 자바헤티와 아르타아니를 통치했다.
- 차남 아쇼트 2세(937–954)는 타오 하부 지역을 통치했으나, 952년에 비잔티움 황제로부터 파시아네 지역을 추가로 양도받았다.
- 삼남 바그라트 1세(937–945)는 타오 지역의 친척 구르겐 2세(918–941)가 사망한 후 상부 타오 지역을 통치했다.
- 막내아들 슴바트 1세는 형 아쇼트 2세가 사망한 후 땅과 작위를 얻을 수 있었다.

그가 왕족이었음에도 불구하고, 다비트 2세는 심지어 그의 아버지와 그의 동생 아쇼트 2세도 보유했던 쿠로팔라테스 칭호를 갖고 있지 않았고, 단지 그의 친척 구르겐 2세와 함께 마기스테르라는 칭호만 받았을 뿐이었다. 따라서 그의 영향력과 위신은 동생에게 가려지게 되었다. 구르겐 2세와 다비트는 비잔티움 제국이 아르타누지를 점령하는 것을 단호히 반대하기도 했다.

### 압하지야 지배기
압하지야의 게오르기 2세(923–957)는 이베리아의 통제권을 유지하는 것을 주 목표로 삼고, 그의 전임자 콘스탄틴 3세의 팽창 정책을 이어받아 주변국들에 대한 정복 활동을 계속했다. 917년, 그는 반항적인 지방 귀족들의 충성을 확보하기 위해 아들 콘스탄틴을 이베리아의 총독으로 임명했으나, 3년 뒤 콘스탄틴은 오히려 그들과 손을 잡고 함께 반란을 일으켰다. 그러자 게오르기 2세는 곧장 이베리아로 진격하여 업리스티키를 포위했고, 콘스탄틴을 거짓으로 유인한 후 사로잡아 눈을 멀게 하고 거세시켰다. 이후 게오르기는 이베리아의 패권을 장악하고자 또 다른 아들 레온(훗날 압하지야 왕 레온 3세)을 파견했고, 바그라티온 가문과 동맹을 맺은 뒤 그의 딸 구란두크트를 구르겐 바그라티오니(바그라트 2세의 아들)과 결혼시켰다.

### 독립

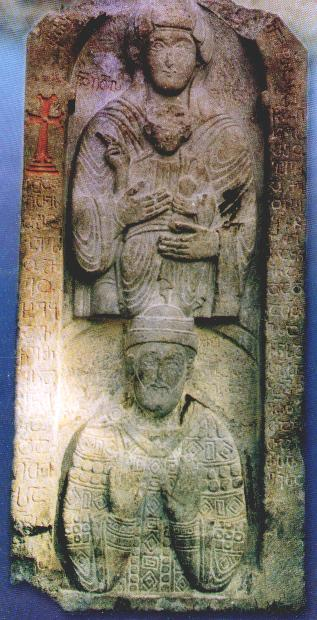
오늘날 튀르키예 에르주룸 지방에 있는 다비트 3세 쿠로팔라테스의 조각상. 10세기 조지아 정교회 수도원이었던 오슈키 수도원에 있었던 것이다.

958년, 슴바트 1세의 아들 바그라트 2세가 쿠오팔라테스로 즉위하여 하부 타오 지역을 통치했다. 그는 당시 바그라티온 가문 내 인물 중 가장 영향력이 있었던 친척 다비트 3세를 도와 아제르바이잔의 라와드 왕조에 대항하기도 했다.

### 타오 지역의 공국

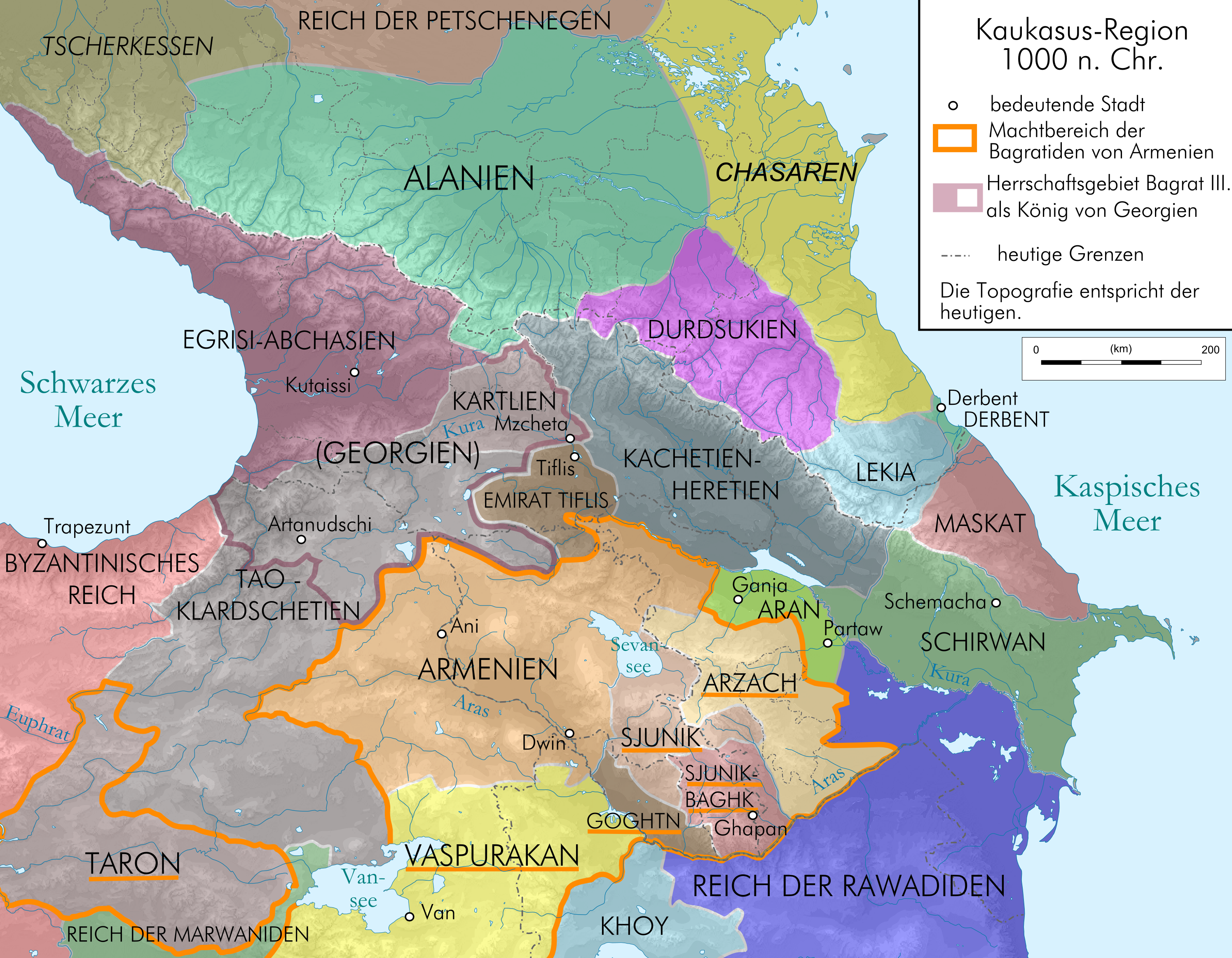
1000년 무렵 이베리아 왕국의 경계

정의로운 통치자이자 교회의 동맹자였던 다비트 3세는 비잔티움 황제 바실리오스 2세와 동맹을 맺은 뒤, 반란을 일으킨 비잔티움 귀족 바르다스 스클리로스를 물리쳤다. 이후 그는 보답으로 동시대 조지아 기록에서 "그리스의 상부 지역"으로 알려진, 즉 유프라테스 강 상류 북서부에서 에르주룸 일대에 이르는 광대한 영토를 받게 되었다. 그 덕분에 그는 캅카스 남부에서 가장 강력한 통치자로 거듭날 수 있었다. 그의 영역은 북쪽의 타오-클라르제티부터 남쪽의 반 호수까지의 땅을 포함했다. 다만 989년 바실리오스 2세와의 갈등으로, 그는 일부 영토(훗날의 이베리아 테마)를 비잔티움 제국에게 양도한다는 서약을 맺어야 했다.
다비트 3세는 조지아를 통일하려는 원대한 야망을 가지고 있었으므로, 그의 치세에는 주변 국가와의 갈등 및 전쟁이 계속되었다. 978년, 그는 바그라트 2세의 손자이자 자신의 양자인 바그라트를 압하지야의 군주로 임명했다. 이후 998년까지 다비트 3세는   디야르바크르의 마르완 토후국, 쿠르드족, 아제르바이잔의 라와드 왕조 등을 잇달아 격파하면서 조지아 대부분에 강력한 영향력을 행사했다.
1001년 다비트 3세가 귀족들에게 독살당하자, 그의 영지는 바그라트 3세와 그의 친부 구르겐에게 양도되었다. 이때 바그라트 3세는 비잔티움 제국으로부터 쿠로팔라테스의 칭호를 받았고, 구르겐 1세는 마기스테르의 칭호를 받았다. 이는 구르겐이 아들에게 질투심을 느끼고 자중지란을 일으키도록 유도하려는 술책이었다. 그러나 구르겐이 아들이 자기보다 높은 직위를 가지는 것을 인정함으로써 무산되었다.

### 통일
1008년 임종을 눈앞에 둔 구르겐은 아들에게 자신의 모든 직위와 재산을 넘긴다는 유언을 남겼고, 덕분에 바그라트 3세는 타오 공국과 압하지야 전역을 석권함에 따라 통일된 조지아 왕국("압하지야와 이베리아 왕국")의 첫 통치자로 등극했다. 따라서 공식적으로 조지아 왕국이 출범하게 되었다.

## 같이 보기
- 드잘리시
- 로마의 조지아
- 캅카스 알바니아
- 캅카스 이베리아인
- 이베리아
- 이베리아 (테마)
- 이베리아 전쟁
- 조지아의 왕 목록#고대 이베리아

## 참조
1. ↑  Suny 1994, 29쪽.
2. ↑  Rapp, Stephen H. (2003), Studies in Medieval Georgian Historiography: Early Texts And Eurasian Contexts, passim. Peeters Publishers, ISBN 90-429-1318-5
3. 1 2  Suny 1994, 29–30쪽.
4. ↑  Suny, Ronald Grigor (1994). 《The Making of the Georgian Nation》. Indiana University Press. 30쪽. ISBN 0-253-20915-3.
5. ↑  Toumanoff, Cyril (1967). Studies in Christian Caucasian History, p. 490. Georgetown University Press.
6. ↑  Rapp, Stephen H. (2003), Studies in Medieval Georgian Historiography: Early Texts And Eurasian Contexts, pp. 388, 404. Peeters Publishers, ISBN 90-429-1318-5
7. ↑  Toumanoff, Cyril (1967). Studies in Christian Caucasian History, pp. 490-493. Georgetown University Press.
8. ↑  Suny 1994, 30–31쪽.

## 추가 문헌
- Thomson, Robert W. Rewriting Caucasian History (1996) ISBN 0-19-826373-2
- Braund, David. Georgia in Antiquity: A History of Colchis and Transcaucasian Iberia, 550 BC-AD 562 (New York: Oxford University Press, 1994) ISBN 0-19-814473-3
- Lang, David Marshall. The Georgians (London: Thames & Hudson, 1966)
- Toumanoff, Cyril. Studies in Christian Caucasian History. Washington D.C.: Georgetown University Press, 1963